# Armando Vargas Mujica
Armando Vargas Mujica (Sucre, Bolivia; 6 de junio de 1957) es un político, mecánico y empresario boliviano. Fue el alcalde interino de la ciudad de Cochabamba desde el 24 de diciembre de 2014 hasta el 1 de junio de 2015.

## Biografía
Armando Vargas nació el 6 de junio de 1957 en la ciudad de Sucre. Comenzó sus estudios primarios en 1963 en los colegios Zudañez y Monteagudo, saliendo bachiller el año 1974 del Colegio Junín de su ciudad natal.
En su vida laboral, Vargas trabajó en una empresa donde aprendió marketing y ventas; fue ayudante de mecánico y llegó a ser supervisor de ventas. 
En 2010, a sus 53 años, Vargas fue elegido concejal del municipio de Cochabamba por el partido político del Movimiento al Socialismo (MAS).

### Alcalde de Cochabamba
El 24 de diciembre de 2014, el entonces alcalde de Cochabamba Edwin Castellanos renunció a su cargo para postularse nuevamente al mismo cargo, dejando entonces interinamente al mando de la ciudad al concejal Vargas.
Vargas Mujica ocupó por alrededor de 5 meses el cargo de alcalde interino de la ciudad de Cochabamba hasta el 1 de junio de 2015. Entregó el cargo al político electo José María Leyes. Pero una vez que Leyes tomó el mando de la alcaldía cochabambina, le inició a Armando Vargas un proceso judicial por el supuesto delito de uso indebido de bienes y otros tres procesos más.